# П'єр Боске
П'єр Франсуа Жозеф Боске (фр. Pierre François Joseph Bosquet; 8 листопада 1810 — 5 лютого 1861) — французький генерал армії. Служив під час французького завоювання Алжиру та в Кримській війні 1853—1856 років, повернувшись з Криму, став маршалом Франції та сенатором.

## Біографія
Народився в Мон-де-Марсан, Ланди. 1833 року вступив до артилерії, а через рік відправився до Алжиру. Тут він швидко став знаним не тільки завдяки своїй технічній майстерності, але й моральним якостям, необхідним для високого командування. Ставши капітаном у 1839 році, він чудово відзначився в боях під Сіді-Лахдаром та Вед-Мелахом. Незабаром йому доручили командування батальйоном місцевих тирельєрів, і 1843 року отримав подяку в загальних наказах за свою блискучу роботу проти Фліттахів.
1845 року став лейтенант-полковником, а 1847 року — полковником французького лінійного полку. Наступного року керував округом Оран, де його швидке придушення повстання принесло йому подальше підвищення до звання бригадного генерала, в якому він пройшов кампанію в Кабілії, отримавши важке поранення. 1853 року повернувся до Франції після дев'ятнадцятирічної відсутності, вже генералом дивізії.
Боске був серед перших, кого обрали для служби в Кримській війні, і в битві при Альмі його дивізія очолила французький наступ. Коли англо-французькі війська розпочали облогу Севастополя, корпус Боске з двох дивізій захищав їх. Звертаючись до атаки легкої бригади, Боске пробурмотів пам'ятну фразу: «Це чудово, але це не війна: це безумство». Його своєчасне втручання в Інкерманській битві (5 листопада 1854 року) забезпечило перемогу союзникам. Протягом 1855 року корпус Боске займав праве крило військ, що облягали, навпроти Мамелона та Малахова. Він сам очолив свій корпус під час штурму Мамелона (7 червня), а під час генерального штурму 8 вересня командував усіма штурмовими військами. У боротьбі за Малахов отримав ще одне серйозне поранення.
У 45 років Боске, який тепер був одним з найвидатніших солдатів у Європі, став сенатором і маршалом Франції, але він мав погане здоров'я і прожив лише кілька років. Нагороджений Лицарським Великим Хрестом ордена Лазні, Великим Хрестом Почесного легіону та орденом Меджида 1-го класу.

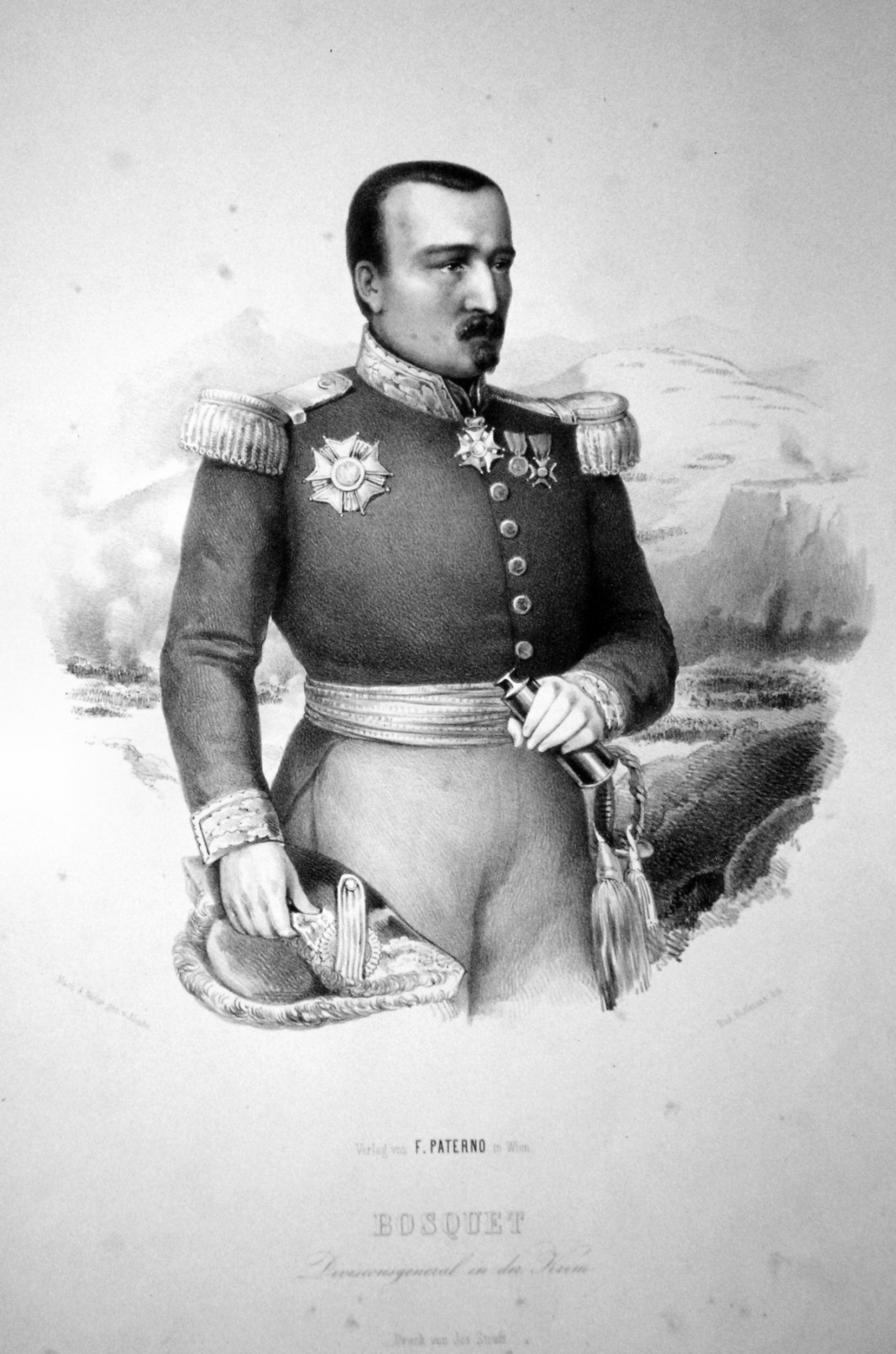
Генерал Боске, прибл. 1850
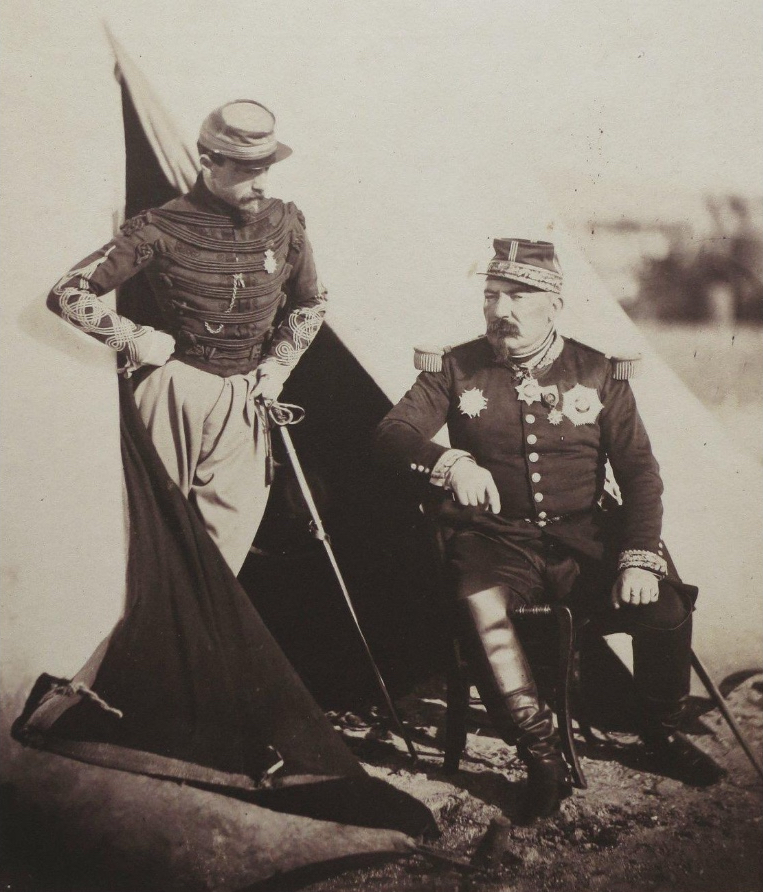
Генерал Боске (праворуч) 29 січня 1856 року
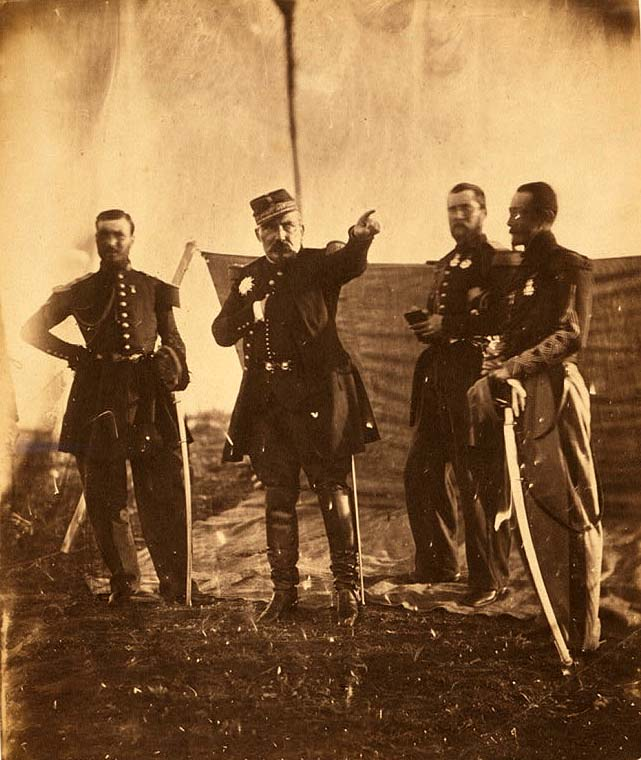
Генерал Боске з своїми офіцерами, Крим, прибл. 1855
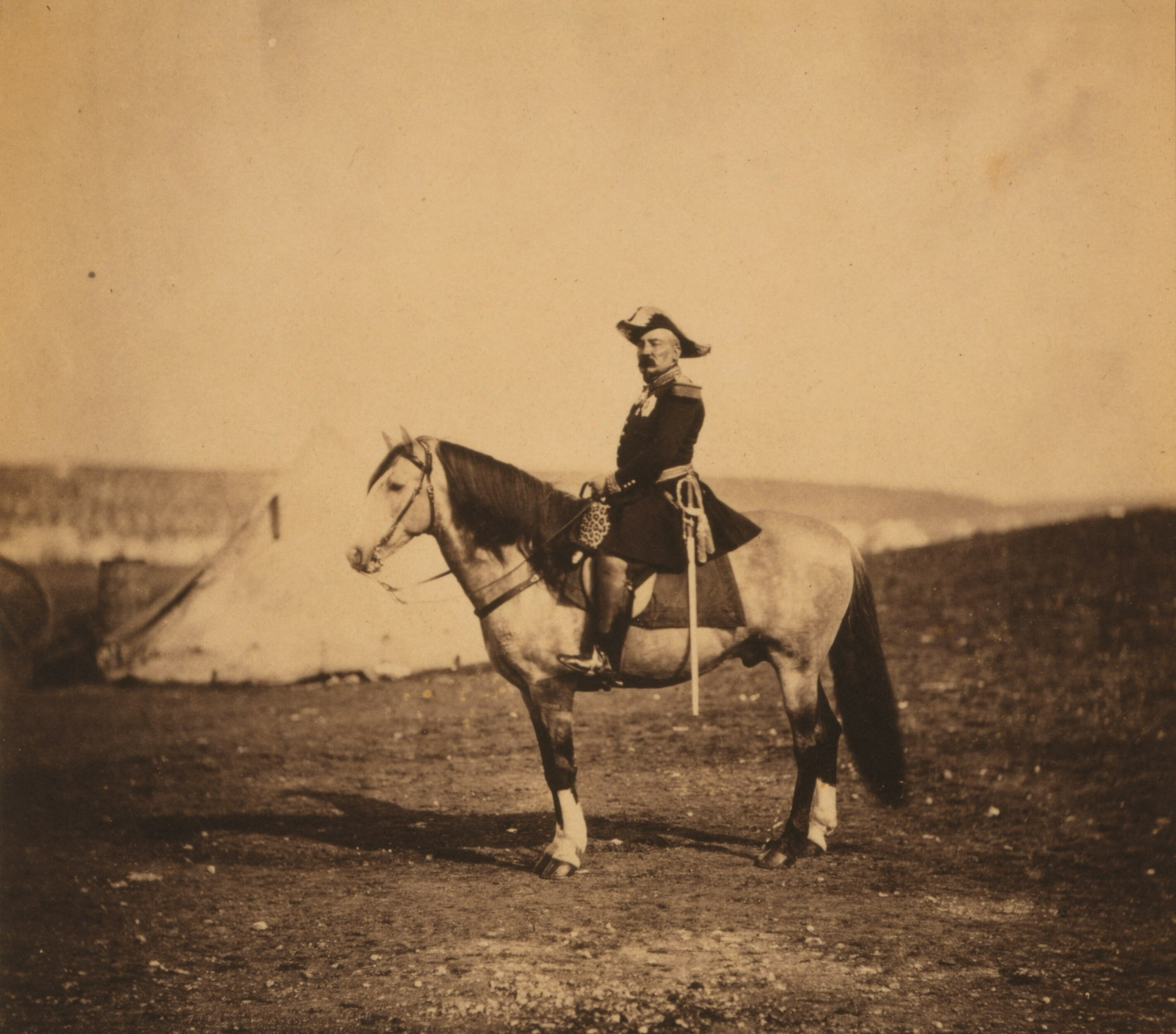
Генерал Боске на своєму коні, Баярд, Крим, прибл. 1855
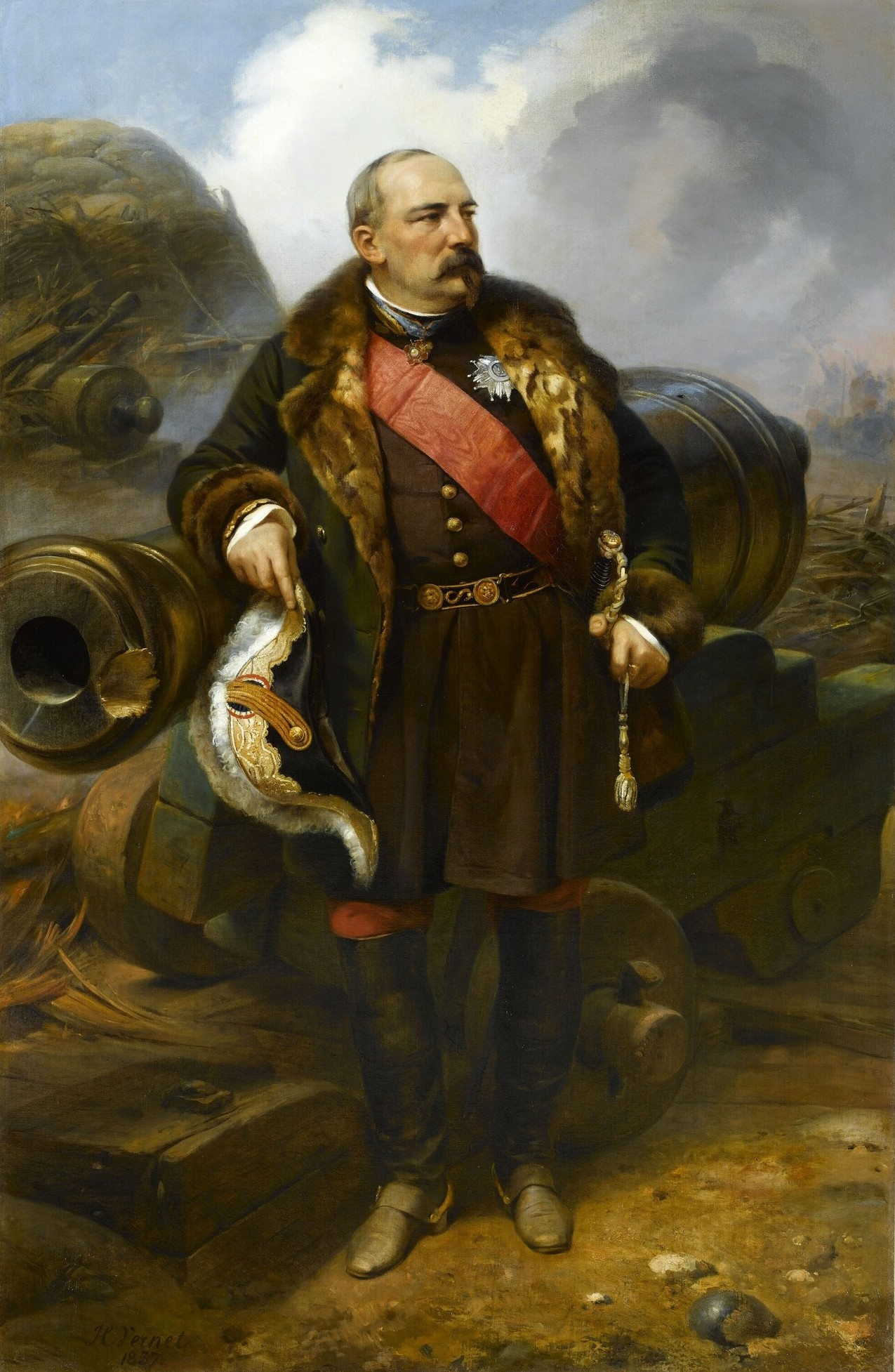
Портрет Маршала Боске Орас Верне, прибл. 1857

## Нагороди
- Почесний легіон
  - Кавалер (15 травня 1838 р.)
  - Офіцер (10 грудня 1849 р.)
  - Командор (7 серпня 1851 р.)
  - Великий офіцер (21 жовтня 1854 р.)
  - Великий хрест (22 вересня 1855 р.)
- Військова медаль (1 листопада 1855 р.)
- Почесний лицар Великого хреста ордена Лазні (Велика Британія) (3 січня 1856 р.)[3]
- Кримська медаль (Велика Британія)